# Chlorid nitrosylu
Chlorid nitrosylu je anorganická sloučenina se vzorcem NOCl; tento žlutý plyn bývá součástí lučavky královské, směsi 3 dílů koncentrované kyseliny chlorovodíkové a 1 dílu koncentrované kyseliny dusičné. Jedná se o silný elektrofil a oxidační činidlo. Jako čistou látku jej poprvé získal William A. Tilden, proto bývá tato látka někdy nazývána Tildenovým činidlem.

## Struktura
Molekula má ohnutý tvar. Mezi atomy dusíku a kyslíku je dvojná vazba o délce 116 pm a mezi dusíkem a chlorem se nachází jednoduchá vazba dlouhá 196 pm. Velikost úhlu O=N–Cl činí 113°.

## Příprava a výroba
Chlorid nitrosylu se dá získat několika způsoby:
- Smícháním kyseliny nitrosylsírové a chlorovodíkové – takto se vyrábí v průmyslu.[4]

HCl + NOHSO4 → H2SO4 + NOCl
- Pro laboratorní přípravu je vhodnější (vratná) dehydratace kyseliny dusité kyselinou chlorovodíkovou.[5]

HNO2 + HCl → H2O + NOCl
- Další možnost představuje přímá reakce chloru s oxidem dusnatým; nad 100 °C probíhá opačným směrem:

Cl2 + 2 NO → 2 NOCl
- Redukce oxidu dusičitého chlorovodíkem:[6]

2NO2 + 4 HCl → 2NOCl + 2H2O + Cl2

### V lučavce královské
NOCl vzniká také při smíchání kyseliny chlorovodíkové a dusičné:
HNO3 + 3 HCl → 2[Cl] + 2 H2O + NOCl
V kyselině dusičné se NOCl oxiduje na oxid dusičitý. Přítomnost NOCl v lučavce královské zjistil Edmund Davy v roce 1831.

## Reakce
NOCl se ve většině reakcí chová jako elektrofil a oxidační činidlo. S akceptory halogenů, jako je chlorid antimoničný, vytváří nitrosoniové soli:
NOCl + SbCl5 → [NO]+[SbCl6]−
Podobnou reakcí NOCl s kyselinou nitrosylsírovou vzniká smíšený anhydrid kyseliny dusité a sírové:
ClNO + H2SO4 → ONHSO4 + HCl
Reakcí s thiokyanatanem stříbrným se vytváří chlorid stříbrný a thiokyanatan nitrosylu, patřící mezi pseudohalogenidy:
ClNO + AgSCN → AgCl + ONSCN
Obdobně probíhá reakce s kyanidem stříbrným na kyanid nitrosylu.
Chlorid nitrosylu se používá na přípravu nitrosylových komplexů. S hexakarbonylem molybdenu vytváří dinitrosyldichloridový komplex:
Mo(CO)6 + 2 NOCl → MoCl2(NO)2 + 6 CO
NOCl rozpouští platinu:
Pt + 6 NOCl → (NO+)2[PtCl6]2− + 4 NO

## Použití

### V organické syntéze
NOCl se používá v organické syntéze, kde reaguje s alkeny za vzniku α-chlorovaných oximů; tato adice probíhá podle Markovnikovova pravidla.
Podobně reagují i keteny, přičemž se tvoří jejich nitrosylované deriváty:
H2C=C=O + NOCl → ONCH2C(O)Cl
Epoxidy s NOCl vytváří α-chlornitritoalkylové sloučeniny. U propylenoxidu vykazuje příslušná reakce vysokou regioselektivitu:
Amidy se působením NOCl přeměňují na N-nitrososloučeniny.
Některé cyklické aminy lze pomocí NOCl přeměnit na alkeny, například z aziridinu se vytváří ethen, oxid dusný a chlorovodík.

### V průmyslu
NOCl reaguje fotochemicky s cyklohexanem za vzniku hydrochloridu cyklohexanonoximu; při této reakci se využívá náchylnost NOCl k fotolýze na NO a Cl radikály. Cyklohexanonoxim se následně přeměňuje na kaprolaktam, prekurzor nylonu-6.

## Bezpečnost
Chlorid nitrosylu je silně toxický a dráždí plíce, oči a kůži.